# Šumen
Šumen (bolgarsko Шумен) je glavno mesto istoimenske oblasti v severovzhodni Bolgariji. V preteklosti (1950-66) se je imenoval tudi Kolarovgrad po Vasilu Kolarovu (1877-1950), komunistu in sekretarju Kominterne ter predsedniku bolgarske vlade za Georgijem Dimitrovom.
Leta 2011 je mesto imelo 80.855 prebivalcev.